# ルレ・エ・シャトー
ルレ・エ・シャトー（仏語:Relais & Châteaux）とは、1954年にフランスで発足された、一流のホテル、レストランで構成される世界的な非営利会員組織。創業当時より、5Cの基準による厳格な審査をクリアしたホテルとレストランのみに加盟を認めている。2018年現在、世界62ヶ国、約560のホテルとレストランが加盟している。日本では、20軒のホテルとレストランが加盟している。

## 概要
1954年、パリとニースを結ぶ国道7号線上にある8つのオーベルジュにより創設された組織を母胎とする会員組織で、本部をフランス・パリに置く。1954年に創設された「レ・ルレ・ド・カンパーニュ（田舎の宿）」が、その原点である。その後、「ラ・ルート・デュ・ボヌール（幸福の道）」と名付けられたキャンペーンをフランス全土で展開し、広がる。1956年以降に加盟メンバー数が8から25へ、さらに80軒へと増加。その後、スペイン、オランダ、ドイツ、スイス、オーストリアのホテルが加盟し国際組織となる。
発足時よりから「ルレ・エ・シャトー」を名乗っていたわけではなく、最初はロアンヌのレストランのオーナーシェフ、ピエール・トロワグロが中心となり、優秀なシェフらが集まりルレ・グルマンを創設。その後、ルレ・グルマン、ルレ・ド・カンパーニュ、城スタイルのホテル組織であるシャトー・ホテルズの3つが合併し、1974年、「ルレ・エ・シャトー」となる。
入会条件は厳しく、以下の5つのCを満たす必要がある。さらに、加盟後も3年に1度の覆面調査をクリアできない場合は資格を喪失する決まりになっている。
1、Courtesy（心のこもったおもてなし）
2、Character（特色や個性のあるスタイル）
3、Cuisine（質の高い料理）
4、Charm（洗練された魅力あるスペース）
5、Calm（落ち着きやリラックスできる場所）

## 沿革
- 1954年 - パリとニースを結ぶ国道7号線上にあった8つのオーベルジュのオーナーらにより、創設された「レ・ルレ・ド・カンパーニュ（田舎の宿）」からら発祥[4]。
- 1956年 - この年より、加盟メンバー数が8軒から25軒、ついで80軒と発展。さらに、スペイン、オランダ、ドイツ、オーストリア、スイスなど周辺諸国のホテルが加盟し、国境を越えたホテル組織となる[4]。
- 1961年 - ヨーロッパガイドブックを刊行[4]
- 1974年 - 3つの組織が合併し「ルレ・エ・シャトー」が誕生。 パリに本部を置く[4]。

## 各国のルレ・エ・シャトー

### ヨーロッパ
フランスをはじめ、24か国

### 北アメリカ
アメリカ合衆国（ハワイを含む）、カナダの2か国。

### ラテン・アメリカ
アルゼンチン、ブラジルをはじめ9か国。

### カリブ海
バルバドス、ドミニカ共和国など5か国。

### アジア
中国、インド、台湾、韓国など8か国（日本を除く）。

### アフリカ・中東
ボツワナ、ケニア、レバノンなど10か国。

### オセアニア
オーストラリア、ニュージーランドなど4か国。

## 日本の加盟ホテル・レストラン
（出典）

### ホテル
- あさば（伊豆 修善寺）
- 要庵 西富家（京都）
- 神戸北野ホテル（神戸）
- 強羅花壇（箱根）

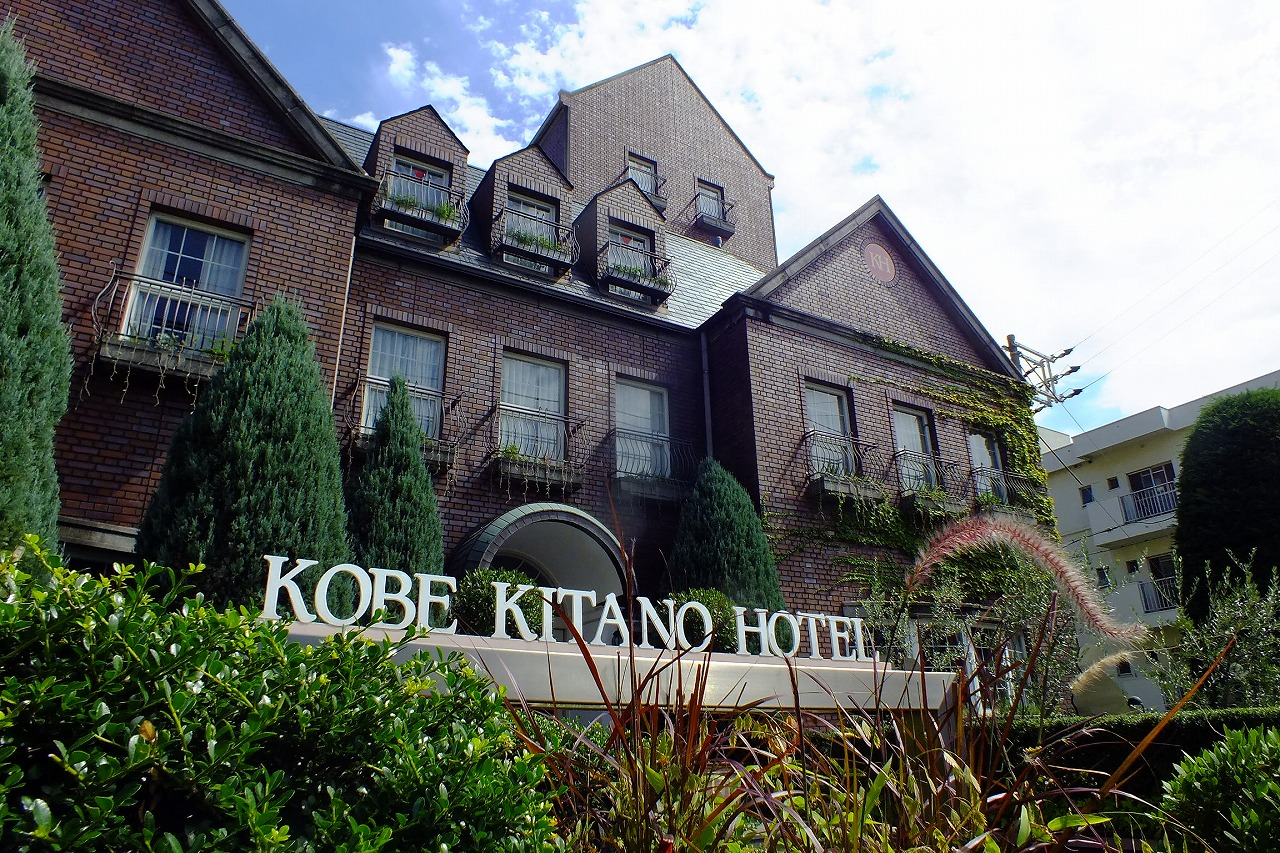
神戸北野ホテル

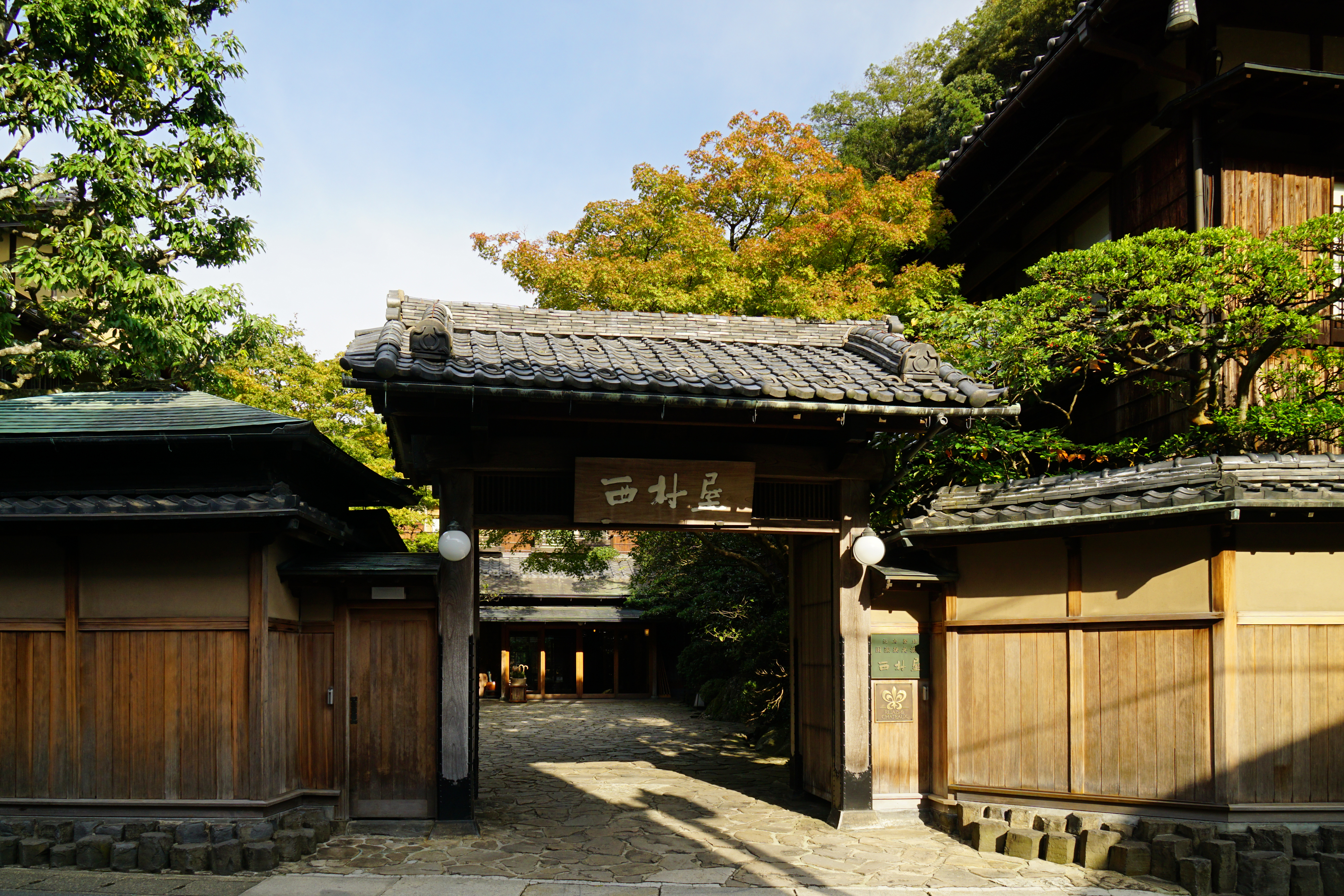
西村屋本館

- ジ・ウザテラス ビーチクラブヴィラズ（沖縄）
- 天空の森（南きりしま温泉）
- 扉温泉明神館（松本）
- 西村屋本館（城崎温泉）
- 登大路ホテル（奈良）
- 別邸仙寿庵(谷川温泉)
- べにや無何有（山代温泉）
- 忘れの里 雅叙苑 (妙見温泉)

### レストラン
- オトワレストラン（宇都宮）
- 柏屋(大阪)
- 日本料理 銭屋（金沢）
- ヒカリヤ ニシ（松本）
- ラ・ベカス（大阪）
- レストラン モリエール（札幌）
- レフェルヴェソンス（東京）